# Brooks (Georgia)
Brooks es un pueblo ubicado en el condado de Fayette en el estado estadounidense de Georgia. En el censo de 2000, su población era de 553.

## Demografía
En el 2000 la renta per cápita promedia del hogar era de $65,000, y el ingreso promedio para una familia era de $70,625. El ingreso per cápita para la localidad era de $28,199. Los hombres tenían un ingreso per cápita de $47,841 contra $22,000 para las mujeres.

## Geografía
Brooks se encuentra ubicado en las coordenadas 33°17′46″N 84°27′32″O / 33.29611, -84.45889 (33.296176, -84.458769).
Según la Oficina del Censo, la localidad tiene un área total de 10,5 km² (4,1 mi²), de la cual 10,5 km² (4,1 mi²) es tierra y 0 km² (0 mi²) (0.00%) es agua.